# Klosterkumbd
Klosterkumbd, amtliche Schreibweise bis 6. Dezember 1935: Klosterchumbd, ist eine Ortsgemeinde im Rhein-Hunsrück-Kreis in Rheinland-Pfalz. Sie gehört der Verbandsgemeinde Simmern-Rheinböllen an und liegt im Tal des Kondbaches, vier Kilometer nordöstlich der Kreisstadt Simmern.
Zu Klosterkumbd gehören auch die Wohnplätze Birkenhof, Binnenbergermühle, Forsthaus Klosterkumbd, Kloster und St. Georgenhausen.

## Geschichte
Die Geschichte des Ortes wird bestimmt vom ehemaligen Kloster Kumbd, das im Ortsteil Kloster lag. Es wurde 1183 von Eberhard von Kumbd mit Unterstützung und auf bisherigem Besitz des Heinrich von Dicka gegründet. 1196 bestätigt der Mainzer Erzbischof Konrad von Wittelsbach die Gründung. Um das Jahr 1310, nach neueren Erkenntnissen des Landeshauptarchiv Koblenz wohl 1330–1335, wird der Ort unter dem Namen Comede / Comeda im Sponheimischen Gefälleregister der Grafschaft Sponheim erwähnt.
1566 wurde das Kloster durch den Pfalzgrafen Georg von Simmern aufgehoben. 1673 kam der Ort zur Kurpfalz. Mit der Besetzung des linken Rheinufers 1794 durch französische Revolutionstruppen wurde der Ort französisch, 1815 wurde er auf dem Wiener Kongress dem Königreich Preußen zugeordnet.
Seit 1946 ist der Ort Teil des neu gebildeten Landes Rheinland-Pfalz.

## Politik

### Bürgermeister
Ortsbürgermeister ist Peter Retzmann. Er wurde 2024 durch den Gemeinderat gewählt.
Der Vorgänger war Klaus Nick.

## Windenergie
In einem Waldgebiet nordwestlich der Gemeinde liegt der Windpark Klosterkumbd mit aktuell sechs Windkraftanlagen.

## Kultur und Sehenswürdigkeiten

Ansichten von Klosterkumbd
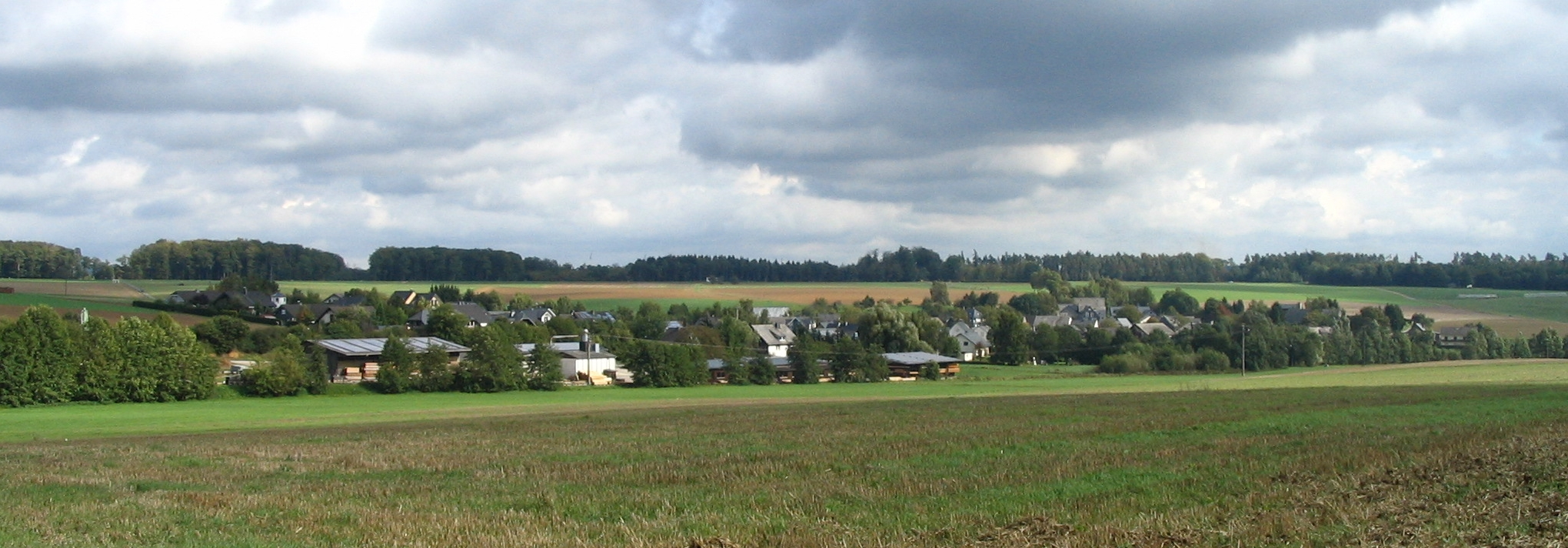
Klosterkumbd aus südwestlicher Richtung
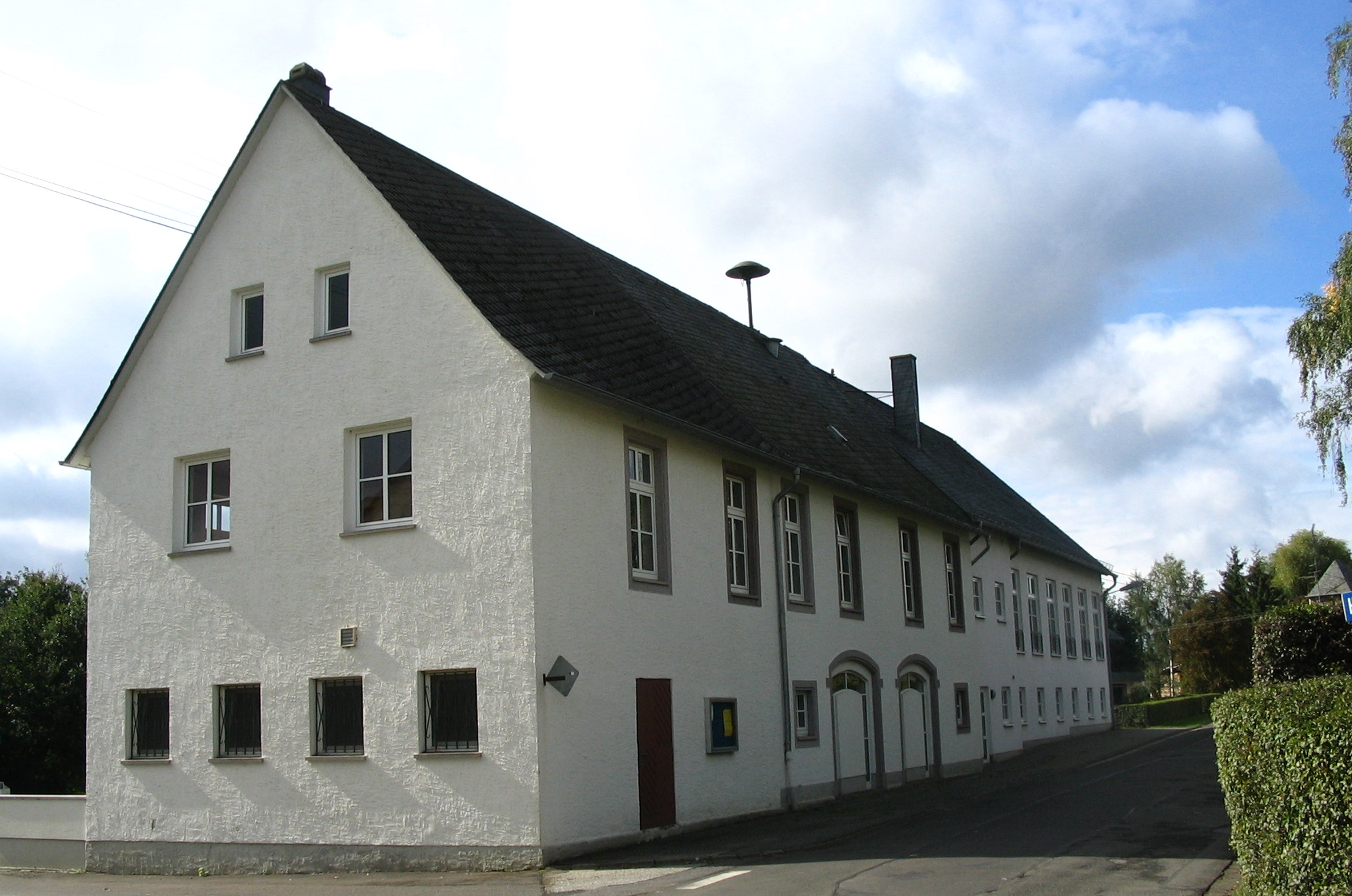
Modernes Gemeindehaus
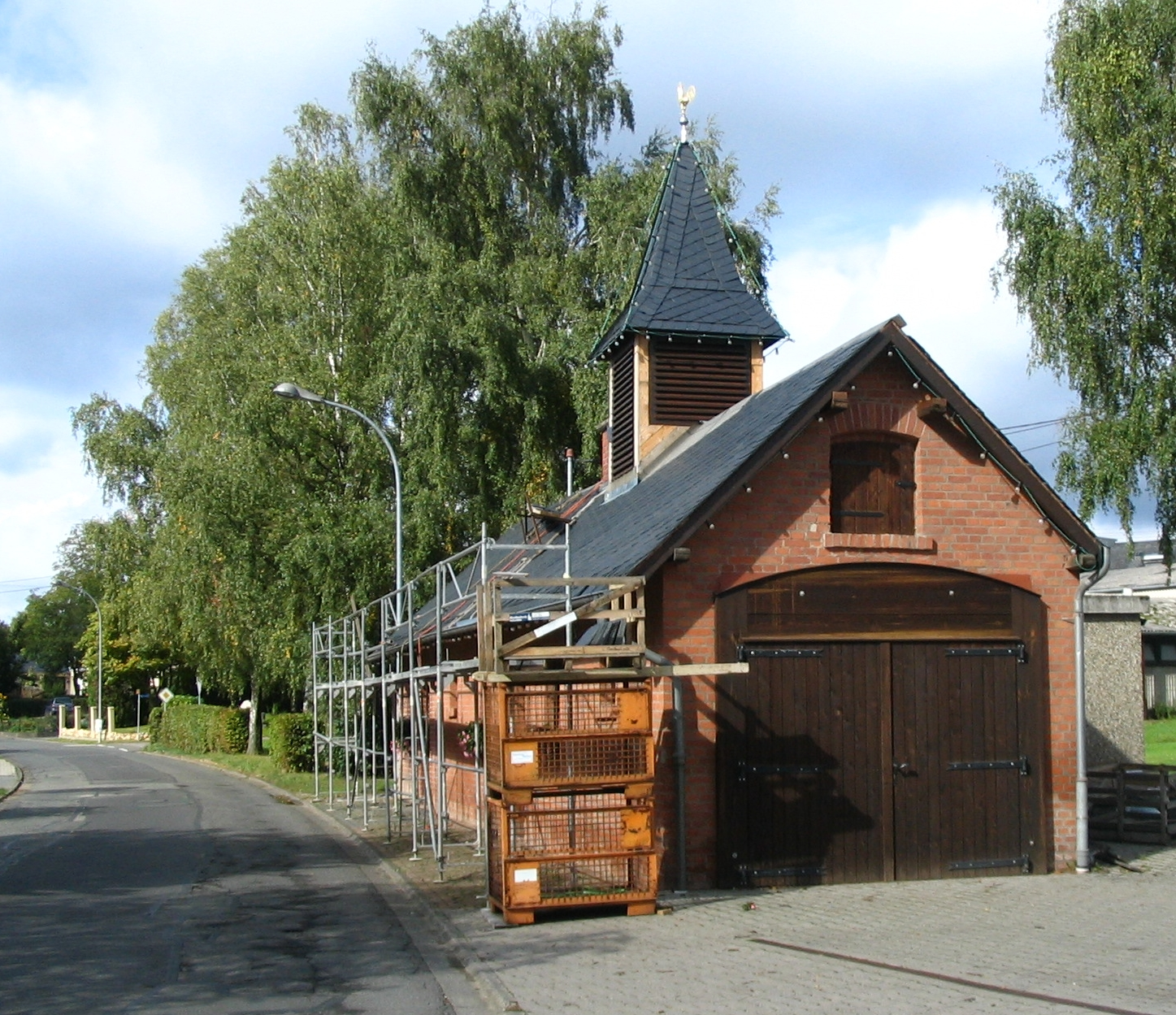
Historisches Backhaus